# Resonance (Jordan Rudess)
Resonance è un album in studio del tastierista statunitense Jordan Rudess, pubblicato nel 1999.

## Tracce
1. Resonance – 9:55
2. Timeline – 10:27
3. Flying – 10:45
4. Catharsis – 5:15
5. Tears – 4:09